# Cubanicula xanthorrhizos
Cubanicula xanthorrhizos (C.Wright ex Griseb.) Hopper et al. – gatunek rośliny z monotypowego rodzaju Cubanicula Hopper et al. z rodziny hemodorowatych. Występuje endemicznie w zachodniej Kubie, a jej zasięg ograniczony jest do prowincji Pinar del Río i wyspy Isla de la Juventud. Występuje na obrzeżach lasów sosnowych, na otwartych, antropogenicznych sawannach i obrzeżach jezior, w głębokim, kwaśnym piasku kwarcowym, z niewielką ilością materii organicznej i żwiru kwarcytowo-laterytowego na powierzchni. 
Nazwa naukowa rodzaju została nadana na cześć Kuby. Zdrobnienie „-icula” jest aluzją do faktu, że rodzaj ten ustępuje jedynie Pyrrorhiza pod względem ograniczonego zasięgu geograficznego w całej rodzinie hemodorowatych. 

## Morfologia
PokrójWieloletnie rośliny zielne, o wysokości 50–180 cm.
PędyPodziemne, krótkie, kłącze.
LiścieZebrane w rozetę, siedzące, unifacjalne, równowąsko-eliptyczne do wąsko eliptycznych, nagie, wielkości (5–)15,7–60.3–(85) × 0,3–3,4 cm.
KwiatyRosną od 3 do 19 w skrętkach zebranych od 9 do 27 w silnie rozgałęziony tyrs. Pęd kwiatostanowy długości 43,7–75,2 cm, gęsto kutnerowaty. Podsadka tyrsu równowąsko-eliptyczna, naga lub biało owłosiona, wielkości 5,1–7,8 × 0,5–1,5 cm. Podsadki skrętków równowąsko-lancetowate do lancetowatych, nagie do rzadko owłosionych. Szypułki długości 1,4–5,6 cm, zielone, biało kutnerowate. Przysadki wielkości 2,8–6,3 × 1,3–2 mm, eliptyczne do jajowatych, nagie do kutnerowatych. Okwiat grzbiecisty, średnicy 1,3–2,6 cm, dzwonkowaty. Listki zewnętrznego okółka nierówne, górne nieco krótsze, eliptyczne do wąsko jajowatych, z zewnątrz białe do morelowych, nagie do słabo owłosionych, wewnątrz białe, nagie. Listki wewnętrznego okółka nierówne, dwa górne nieco krótsze i odchylone, odwrotnie jajowate do szeroko podługowatych, z zewnątrz białe do morelowych, rzadko jasnopomarańczowe, nagie, wewnątrz białe, nagie. Trzy górne listki okwiatu zrośnięte u nasady do połowy długości. Pręciki trzy. Dwa boczne z nitkami o długości 1,5–3,5 mm, lekko skręcone, u nasady kremowe do morelowych, wierzchołkowo białe, nagie; pylniki 1,8–2,8 × 0,6–1 mm, dołączone grzbietowo, podługowate, jasnożółte. Pręcik przyśrodkowy z nitką o długości 4,2–5,6 mm, zagiętą do góry, kremową do morelowej, wierzchołkowo białą, nagą; pylniki 0,9–2,2 × 0,3–0,7 mm, dołączone grzbietowo, szeroko podługowate, białe. Zalążnia wielkości 0,8–1 × 0,6–0,7 mm, szeroko elipsoidalna, trójkomorowa, czerwonopomarańczowozielona, gładka, gęsto owłosiona wzdłuż grzbietów przegród. Szyjka słupka długości 5,8–7,3 mm, zagięta do góry, kremowa do morelowej, wierzchołkowo biała, naga. Znamię lejkowate, białe, ogruczolone. Kwitnie od października do kwietnia.
OwocePółkuliste do wklęsłych, jajowate, trójgraniaste, ciemnobrązowe torebki wielkości 6–8,1 × 6,4–9,8 mm. Nasiona wielkości 1,9–3 × 1,7–3,2 mm, ciemnobrązowe do czarnych, grzbietowo owłosione; włoski pomarańczowe do czerwonych.

## Systematyka
Pozycja systematycznaRodzaj z monotypowego rodzaju Cubanicula z podrodziny Haemodoroideae w rodzinie hemodorowatych (Haemodoraceae) w rzędzie komelinowców (Commelinales).